# Dubianaclia butleri
Dubianaclia butleri är en fjärilsart som beskrevs av Paul Mabille 1884. Dubianaclia butleri ingår i släktet Dubianaclia och familjen björnspinnare. Inga underarter finns listade i Catalogue of Life.